# Xiphochaeteporatia bosniensis
Xiphochaeteporatia bosniensis är en mångfotingart som beskrevs av Karl Wilhelm Verhoeff. Xiphochaeteporatia bosniensis ingår i släktet Xiphochaeteporatia och familjen Mastigophorophyllidae. Inga underarter finns listade i Catalogue of Life.